# Gastrocopta corticaria
Gastrocopta corticaria är en snäckart som först beskrevs av Thomas Say 1816.  Gastrocopta corticaria ingår i släktet Gastrocopta och familjen puppsnäckor. Inga underarter finns listade i Catalogue of Life.